# Port lotniczy Abakan
Port lotniczy Abakan, ros. Международный Аэропорт Абакан (IATA: ABA, ICAO: UNAA) – rosyjski międzynarodowy port lotniczy o znaczeniu federalnym w Abakanie (Chakasja).
Port dysponuje jednym dworcem i lotniskiem z dwoma asfaltobetonowymi pasami startowymi o rozmiarach 1300×28 i 3250×45 metrów, co pozwala przyjmować samoloty o masie startowej do 392 ton i śmigłowce wszystkich typów. Możliwości przepustowe to 3,5 mln pasażerów na rok. Port funkcjonuje w systemie całodobowym.

## Historia
Samodzielne przedsiębiorstwo państwowe „Aeroport Abakan” powstało w 1993 r., jego działalność wsparta przez rząd republiki doprowadziła do powstania w tym samym roku portu lotniczego, któremu przyznano status międzynarodowego. W 1999 i 2000 r. zwyciężył w konkursie na najlepszy port lotniczy na terytorium Wspólnoty Niepodległych Państw.

## Linie lotnicze i połączenia
| Linia Lotnicza | Kierunek                             |
| -------------- | ------------------------------------ |
| Aerofłot       | 1. Moskwa-Szeremietiewo              |
| Air Kyrgyzstan | 1. Osz                               |
| KrasAvia       | 1. Krasnojarsk                       |
| NordStar       | 1. Norylsk                           |
| S7 Airlines    | 1. Moskwa-Domodiedowo 2. Nowosybirsk |